# 小行星11122
小行星11122（11122 Eliscolombini）是一颗绕太阳运转的小行星，为主小行星带小行星。该小行星于1996年9月13日发现。

## 轨道参数
小行星11122的轨道半长轴为2.4084411 UA，离心率为0.149。